# یان پاراندوفسکی
یان پاراندوفسکی (لهستانی: Jan Parandowski; ۱۱ مهٔ ۱۸۹۵ – ۲۶ سپتامبر ۱۹۷۸) شاعر و نویسنده اهل لهستان بود.
از افتخارات وی میتوان به کسب مدال برنز شعر حماسی در بخش مسابقات هنری بازی‌های المپیک تابستانی ۱۹۳۶ اشاره کرد.